# Кари-Якубов, Мухитдин
Мухитдин Кари-Якубов  (1 мая 1896 — 2 февраля 1957, Ташкент) — узбекский советский театральный деятель, певец (баритон), один из основоположников Узбекского музыкального театра. Первый из народных певцов Туркестана. Народный артист Узбекской ССР (1936).

## Биография и творчество
Родился в семье, где было 4 детей. Совместно с Х. Хамзой в 1918 участвовал в создании «Драматической труппы мусульманской молодёжи».
Сценическую деятельность начал с создания Ферганского народного духового оркестра в 1919, с которым в 1919—1921 выступал в частях Красной Армии на Туркестанском фронте. В спектаклях «Политической труппы» Х. Хамзы выступал как драматический актёр.
В 1922—1924 обучался на вокальном отделении Государственного института театрального искусства — ГИТИСа.
В 1925 исполнял узбекские народные песни на Всемирной выставке в Париже и «Шуберт-холле» в Берлине.
В 1926 создал концертно-этнографический ансамбль.
Участвовал в организации музыкальных театров Ташкента, Андижана и Коканда.
М. Кари-Якубов — основатель и художественный руководитель Узбекского музыкального театра (1926). В 1934 организовал узбекскую оперную студию при Московской консерватории со временем ставшую Театром национальной оперы и балета. За два года руководства оперной студией Кари-Якубовым десятки молодых талантливых людей из глубинки Узбекистана получили профессиональную подготовку у лучших мастеров театрального и музыкального искусства, ставшими впоследствии звездами.
В 1929—1939 и 1946—1950 работал директором Узбекской филармонии, а с 1932 был её художественным руководителем.
В 1939—1947 — солист Узбекского театра оперы и балета.
После 1947 был репрессирован. Освобождён в 1955.
С января 1956 вновь работал солистом филармонии. Позже был приглашён в театр Эстрады, где исполнял народные песни, арии из опер и романсы.
В январе 1957 в результате несчастного случая получил перелом шейки бедра. Скончался через две недели 2 февраля 1957.
Похоронен в Ташкенте на кладбище «Чагатай».

## Семья
Супруга Тамара Ханум (наст. — Тамара Артемовна Петросян) (1906—1991) — танцовщица, певица, актриса, хореограф, народный артист СССР.
Дочь Ванцетта Мухитдиновна Ханум — художник.
Зять Таир Теймур оглы Салахов — художник.
Внучка Айдан Салахова — живописец и скульптор.
Сын Улугбек (1940—2013) — футболист.

## Избранные партии
- Султанбек («Аршин мал алан» У. Гаджибекова);
- Хосров («Фархад и Ширин» Успенского и Г. Мушеля);
- Науфаль («Лейли и Меджнун» Р. Глиера в соавт с Т. Садыковым);
- Улугбек (Улугбек А. Козловского);
- Махмуд Тараби («Махмуд Тараби» О. Чишко);
- Эр Таргин («Ёр Таргын» («Мужественный Таргын») Е. Брусиловского);
- Генерал-губернатор («Буран» М. Ашрафи и С. Василенко).

## Награды
- Орден «Буюк хизматлари учун» (25 августа 2000 года) — посмертно[3]
- Орден Трудового Красного Знамени (31 мая 1937 года)[4][5]
- медали СССР
- Народный артист Узбекской ССР (1936)
- Народный певец Туркестана

## Память
- Имя М. Кари-Якубова присвоено государственной филармонии Узбекистана.
- именем Мухитдина Кари-Якубова названа Академия народной песни и пляски и улица в Ташкенте.